# Marvin Fritz
Marvin Fritz (1993. április 20. –) német motorversenyző, jelenleg a MotoGP 125 köbcentiméteres géposztályának tagja. A sorozatban eddig két versenyen indult, 2008-ban és 2009-ben egyaránt a hazai, német nagydíjon. A 2009-es versenyen két pontot szerzett.

## Külső hivatkozások
- Profilja a MotoGP hivatalos weboldalán Archiválva 2008. október 7-i dátummal a Wayback Machine-ben